# MiA
MiA（みあ）1991年9月17日 - ）は、神奈川県・横浜市出身の日本のミュージシャン・ギタリストである。ヴィジュアル系ロックバンド「MEJIBRAY」でギター及びコンポーザーを担当する。音楽プロデューサーとして、c2kを名乗る。
日出高等学校卒。血液型O型。身長175cm。

## 来歴
小学1年生から空手を習っていたが、小学6年生の時にネットゲームにハマり、空手からは遠ざかる。中学1年生の終わりにゲームのDrumManiaやGuitarFreaksをきっかけにDo As Infinityを知ってギターに興味を持ち、お年玉でエピフォンのレスポール・カスタムを購入し、ギターを弾きはじめる。中学2年生から、音楽理論とギターの専門知識を身につけるために、ギターメーカーESP系列の音楽専門学校Musicians Institute Japan（通称：MI JAPAN）の夜間レッスンに通う。最初に出会った講師がメタル曲を主な課題とするスパルタな人物で、オジー・オズボーンの「Crazy Train」やディープ・パープルの「Burn」などを課題曲とし、後にプレイスタイルの主軸の一つとなるメタル系のギターの基礎を学んだ。
中学2年生の時に同級生を集めてバンドを組み、コピーバンドでライヴハウスで活動し、ヤマハ音楽振興会主催のTEENS' MUSIC FESTIVALにも出演した。しかし、学力のレベルが偏差値30程度になってしまい、理解ある家族の後押しで日出高等学校の芸能コースに進学する。学校への入学の条件である、芸能事務所への所属をギターを練習することでクリアした。同級生にはGARNiDELiAのメイリア、名古屋のマジックバーでマジシャンとして活動する山崎翔等がいる。
高校生時代は、MI JAPANに通う傍ら、目黒のライブハウス「目黒鹿鳴館」でアルバイトをしていた。その頃にローディーも経験している。
高校1年生の時（2007年6月）に「熊猫xiongmao」のサポートメンバーのオーディションに合格。かなり早熟だった当時について、「レコード会社の人からは“これだったら以前のサポートのほうがよかった”とか厳しいことを言われたりもしました。でも、そのおかげでメンタルも鍛えられた」と語っている。
2008年5月にはヴィジュアル系バンド、トゥーン工場（後にTOON-FACTORYと改名）にサポートギタリストとして参加。同年8月に正式加入。活動の場としてヴィジュアル系シーンを選んだのは、「日本で一番、洋楽のヘヴィメタルに近い音を出していると思ったから」との事。2009年には同バンドで、幕張メッセで開催された「V-ROCK FESTIVAL '09」に出演した。当時の年齢17歳は、同イベントの出演者の中で最年少であった。
2011年3月にTOON-FACTORYの解散が発表されたが、この時点では、また新たにバンドをやるつもりはなかったという。解散が決まった翌日には、スタジオミュージシャン・作曲家になるべく、作曲事務所へ送る履歴書を用意していた。そこへ所属事務所の社長から話があり、後のMEJIBRAYとなるVo.綴のソロプロジェクト『MEJIBRAY』に誘われ、綴のバンドへの熱意や求めるギタープレイに共感し、サポートメンバーとして参加。2011年3月18日にライブイベント「SHOCK WAVEアポロ Vol.48」に出演予定であったが、3月11日に発生した東日本大震災の影響で中止に。その後、2011年5月18日「SHOCK WAVEアポロ Vol.50」に同プロジェクトで出演。
2011年5月にTOON-FACTORYが解散した後、2011年6月18日よりMEJIBRAYのギタリストとして活動を開始する。
2011年10月1日にもう一人のギタリストである一風が脱退した後は、一人でギターを担当することとなる。同年12月発売のMEJIBRAYのファースト・ミニアルバム「Slivers.exe」からは、タイトル曲の「Sliver」「DISTANCE.exe」で作曲者として名を連ね、以後、MEJIBRAYのほとんどの楽曲の作曲及びコンポーザーを手掛けて行くこととなる。
2017年より、イベントの企画やキャスティング、ライブのブッキング等の仕事も開始している。
2017年末をもってMEJIBRAYが活動休止となった後、2018年に入りサポートギタリストとしての活動が発表されている。
2018年4月1日にバンド形態によるクリエイター集団「Sugar or Dry」への参加が発表された。

## 人物

### 性格
過酷な状況に自分を追い込むのが好きで、どんなに悪い状況でも落ち込まずに前向きに考えてしまう、ポジティブ過ぎる性格。負けず嫌いで「逆境燃え」なタイプ。2014年にMEJIBRAYメンバーのメトが転倒事故によって骨折した事により、後のスケジュールの大幅な変更を余儀なくされた時、単身で雑誌のインタビューに応じ「この状況を絶対にプラスに持っていきたいんです。（中略）殴られて強くなるタイプなので、逆にこの試練を必ずプラスに変えてみせます」と語っている。関係者からはその性格や人物像を「血も涙もないまでいかないにしろ、ドライ。だけど好かれている」（雑誌インタビュアー）、「MiAは底が知れなくて、特に怖い」（「ROCK AND READ」吉田編集長）と評されている。
猫好きであり、自身のオリジナルピックにも猫のデザインを使用しており、ロシアンブルーとシンガプーラを飼っている。

### プレイスタイル
MI JAPANでメタル系のギターで速弾きを鍛えられてきた事もあり、メタル系の速弾きを得意とする。学生時代はX JAPANの「Silent Jealousy」や「紅」等もコピーしていた。しかし、トゥーン工場時代は「速弾きは禁止ね」と言われていたため、バンドのキャッチーな音楽性に合わせたギタープレイを主としていた。
MEJIBRAY加入時には、速弾きを前面に出す事が最初から求められており、メタル寄りのフレーズと重厚なサウンドから、「攻撃的なギター」として、しばしばMEJIBRAYのキャッチコピーの一つにもなっている。
ギターソロにスウィープ奏法を頻繁に取り入れたり、エフェクターを使わずアンプに直接繋ぎ、ピッキングやフィンガリングのみでサウンドの変化を表現する等、テクニカルなギターを前面に出した楽曲やライブでの演奏が目立っていた。反面、ライブでのステージングは全体的にやや固めであった。
3 - 4年目になると、ライブでのステージングも重視するようになる。本人いわく「ステージング派手にしながらテクニカルなギターを弾くギタリスト」が理想であり、それこそがMEJIBRAYのMiAの完成形だと語っている

### 作曲スタイル
本人によると「作曲の時はメモ書き、言葉を書き出していって具体的に掘り下げて、コンセプト、今バンドにとってどんな曲が必要か、最善か。を考えて作る作曲方法」で、その制作メモの内容の一部がブログで説明されているが、楽曲構成だけでなく楽曲によるバンド戦略も含めたものになっている。ギター入門雑誌「glare GUITAR SCHOOL VOl.4」向けに、オリジナルのギター速弾きインストゥルメンタル曲を作成した際の企画書も、それを見たインタビュアーが、「わ！文章でびっしり書いてありますね！」と驚いている。作曲にはデモの段階からPro Toolsを中心としたDTMソフトを使用。MEJIBRAYのミーティングに曲を持ち寄る際のデモは、かなり完成した状態であるとのこと。

### アクセサリー
アクセサリーは資産運用兼仕事道具であると言い、22金とダイヤ付のものは資産運用として集めている。MEJIBRAY活動初期はJustin Davisのペンダントを愛用していたが、ファンからプレゼントされたものをきっかけにクロムハーツを集め始める。珍しいものに、ギターの小道具であるストラップ、カポタストやスライドバー等があり、MEJIBRAYのアーティスト写真撮影時に頻繁に使用している。他に、ALEX STREETERのリングを愛用しており、Instagramに掲載されたALEX STREETERの30周年記念動画の「Angel Heart Ring」にユーザーの一人として掲載された。また、MEJIBRAYの「VENOMS.app」「SECRET No.03」「羽花」の衣装や、雑誌「SHOXX Vol.282」の撮影用にMERRYhoppingZOOのアクセサリーをオーダーメイドして使用している。

### SNS
ブログやTwitter、Instagram等、様々なSNSを活用している。MEJIBRAY始動当初はブログとTwitterがメインで、バンド内の役割的に親しみやすさを出す目的で「(=^･ω･^)ﾉうぃっしゃー！♡」「(∩｀ω)⊃≡⊃どぅくし♡」「o(TωT )ふにゅん」等の独特のAAを多用していたが、2015年の半ばから使うのを止めている。また、当初は音楽業界等に対する自身の主張等をしばしば投稿していたが、AAと同様に2015年の半ば頃から「自分の考えている事を知られたくない」と言い、Instagramへの投稿を中心とした日常を画像や動画で投稿することがほとんどとなっている。
美容・ファッションへの関心が高く、エステティックサロンやマツエクサロンへの来訪、有名ファッションブランドの新作発表会、ファッションビルの新規オープンのレセプション等への出席等について頻繁に投稿している。
2017年1月には、SweetSと好きな物を紹介するアカウントとして、新たに＠mia_sukimono_select（2017年7月に＠mia_sweets_selectからアカウント名を変更）のInstagramを開設し、パティスリーの新作発表会への出席等について投稿している。

### 交友関係
音楽関係者はヴィジュアル系バンドにとどまらず、アイドルからJ-POP、お笑い芸人に至るまで幅広い。氣志團の綾小路翔の親しい仲間が作成した誕生日お祝い用の動画にも参加している。他、FX指南書「東大院生が考えたスマートフォンFX」の著者田畑昇人とも交流がある。

## 活動

### ファッションモデル
主にゴシック及びパンクテイストのブランドで、度々モデルとして起用されている。
- WILD PARTY（雑誌「MEN'S KNUCKLE」2013年8月号 私服スナップ「美パンな男たち」（2013年6月24日発売））
- SEX POT ReVeNGe（雑誌「KERA」Vol.191 2014年7月号（2014年5月1日発売））
- JURY BLACK（雑誌「Men's SPIDER」2014年7月号（2014年05月24日発売））
- SEX POT（SEX POTフリーペーパー「V!NYL SYNDICATE」 vol.30（2015年4月30日配布開始））
- RiRIAN（※With綴）（雑誌「Cure」Vol.143（2015年6月20日発売）
- SHOXX FASHION SHOP （シュタインズ・ゲートコラボ商品）（SHOXX Vol.277（2016年1月21日発売））
- CIVERIZE （雑誌「Stuppy」Vol.15（2017年3月17日発売）とのコラボレーション企画）
- WRouge（Webマガジン「KERA」内「KERA STYLE」（2017年8月21日公開））
- WRouge × feat.由太郎&MiA 2018S/Sコレクション（2018年3月9日公開）
- NIR STUDIO × MiA(MEJIBRAY)コラボ商品としてジャケットを発売（2018年3月24日発売）
- エアリー（新作フロントレースタイプ コスプレウィッグ（2018年9月4日公開））

### コラム連載
- フリーペーパー「MIND-V」Vol.1（2017年2月1日発行）よりVol.6（2017年12月20日発行）まで「今日僕が笑っていられるのは昨日の僕が僕を殺めたから。」を連載。
- Web「fromAしよ!!」にて、2018年３月14日より対談コラム「MiAの部屋」を連載。第１回ゲストはMUCCの達朗とex.フジファブリックの足立房文。

### イベント出演
- 2013年7月11日に高田馬場AREAで開催されたSuGのShinpei主催によるスペシャルセッション『Re:unity ONEMAN LIVE「Purely for Fun」』に下手ギタリストとして参加。 なお、この日、Shinpeiを見に来ていた刹那スパイラル（後に「SETSUNA SPIRAL」と改名）の希瀬がMiAのギタープレイを気に入り、後日自身のアルバムのサウンドプロデューサーとしてMiAを迎え入れた[22]。
- 2014年開催の、音楽雑誌「YOUNG GUITAR」主催のギターオーディション「GIT MASTERS 2014」の2次審査及び決勝大会にて審査員を務めた[23][24]。
- 2016年10月27日に赤坂サカスで開催された、4日後に参加する「AKASAKA BLITZ HALLOWEEN 2016」のオープニングセレモニーに、3日目の「VISUALIZED HALLOWEEN」出演者の一人として出席。レッドカーペットを映画のプレミアさながらに、観客に手を振りながら練り歩いていた[25]。
- 2016年11月7日にTSUTAYA O-EASTで開催された「ありがとうぁみの、渋谷怪談夜会 第三夜」にトークゲストとして参加[26]。レコーディングスタジオでの心霊エピソードや、事故物件についてのトークで会場を沸かせた。
- 2017年2月12日に恵比寿ザ・ガーデンホールで開催されたX JAPANのボーカリストToshlのソロライブ「ToshlバレンタインROCK祭り！」Day2「VISUAL ROCK NIGHT」にギタリストとして参加[27]。ライブ開催直前に、メインのギタリストで参加予定であったA9のHIROTOが急病で出演見合わせとなったが、もう一人のギタリストであるCUTTと共に無事にライブを乗り切った。
- 2017年8月19日に新木場STUDIO COASTで開催された「Tokyo Street Collection Vol.5」に、ランウェイモデルとして出演[28]。
- 2017年8月24日に新宿LOFTで開催された「MIDNIGHT PARTY ZOO 2017 ～Stars Born in August～」に、MUCCの逹瑯率いるセッショバンド「PSYCHOMMUNITY」のギタリストとして出演。
- 2017年11月27日にTSUTAYA O-EASTで開催された「ありがとうぁみの、渋谷怪談夜会 第四夜」に、MEJIBRAYメンバーのメトと共にトークゲストとして参加。
- 2018年1月15日・16日大阪 STUDIO PARTITTA、29日・30日新宿ReNYにて開催された、MUCCの逹瑯率いる本気の遊びバンド「PANDORA JUKE VOX」にメンバーとして出演[29]。
- 2018年2月3日に信長書店日本橋店にて開催されたスイーツ付きトークイベント「放課後倶楽部 〜甘と遊〜」にex.カメレオのHIKARUとともに出演[30]。
- 2018年2月3日に心斎橋SOMAで開催されたDJイベント「音狼 ～OTOROU～×90s」にギタリストとして出演[31]。
- 2018年2月10日～2018年3月24日に開催された、ヴィジュアル系バンド「D」の浅葱によるソロライブツアー「"浅葱" 全国単独公演 二〇十八 「斑(まだら)」」の全公演にサポートギタリストとして出演[32]。
- 2018年2月28日に新宿ReNYにて開催される「VisUnite Fest Special Edition Vol.2」に「VisUnite Special Session」のメンバーとして出演[33]。
- 2018年3月31日に新宿BLAZEにて開催される「MIRAGE&Matina 20TH ANNIVERSARY YEAR「BURIAL OF EPISODE -TOKYO-」」に、「魔帝那オールスターズ」のメンバーとして出演[34]。
- 2018年4月15日にSHIBUYA DESEOにて開催される[S.M.1.S.H]に、期間限定企画「Project.【Revive-リヴァイヴ-】」メンバーとして出演予定（同追加公演が5月10日に開催）[35]。
- 2018年4月28日に新宿BLAZEにて開催される「WKWK LIVE Vol.5～WKWK PROJECTと素敵なアーティスト達～」に「WKWK PROJECT」のメンバーとして出演[36]。
- 2018年5月12日に恵比寿CreAtoにて開催される「AKIRA×Ayasaスペシャルコラボレーションプロジェクト 一夜限り限定お披露目ライブ」に、同プロジェクトへの楽曲提供者としてゲスト出演[37]。
- 2018年6月20日にSHIBUYA TSUTAYA O-EASTにて開催された「VisUnite Fest Special Edition Vol.3」の「VisUnite Special Session」枠に、「Project.【Revive-リヴァイヴ-】」メンバーとして出演。
- 2018年6月23日に高田馬場AREAにて開催された、WING WORKS主催EVENT「GOD IS IN THE DISPLAY vol.7」に、「GIITD SPECIAL BAND」のメンバーとして出演[38]。
- 2018年7月25日に恵比須LIQUID ROOMにて開催された「MUCC 2018 Birthday Circuit ～全員強制杉並 -cover PARADE MUCCを添えて-～」に、「PANDORA杉並」のメンバーとして出演。[39]
- 2018年8月4日に高田馬場CLUB PHASEにて開催された「ANCIENT CLAN」に「ザ・ハマモリズZ」のメンバーとして出演。
- 2018年10月26～28日に幕張メッセ国際展示場9～11ホールにて開催された「HYDE主催「HALLOWEEN PARTY 2018 supported by XFLAG」」に、HYDEのサポート及びハロウィンコレクションのランウェイモデルとして出演。[40]
- 2018年10月31日にZepp TOKYOにて開催された「治外法権番外編「レジレコがガチでハロウィンやってみた」」に、「Shinya BAND」のメンバーとして出演。[41]
- 2018年11月26日にTSUTAYA O-EASTで開催された「ありがとうぁみの、渋谷怪談夜会 第五夜」にトークゲストとして参加。
- 2019年3月28日に新木場STUDIO COASTにて開催された「– 遊 嬉 宴 楽 – Special Pre Party 」に、YOHIO、団長のサポートギタリスト及びランウェイモデルとして出演。
- 2019年6月29日～2019年8月1日に開催される、歌い手luzのライブツア「luz 4th TOUR -FANATIC-」のバンドメンバーとして全公演に出演予定。

### インタビュー
- 「ROCK AND READ」048（2013年6月26日発売）、055（2014年8月27日発売）、066（2016年6月22日発売）
- 「glare GUITAR SCHOOL」VOL.4（2013年5月22日発売）、VOL.5（2014年11月19日発売）
- 「SHOXX」Vol.258（2014年8月号／2014年6月21日発売）
- 「Motto2」Vol.12（2015年4月27日発売）
- 「V!NYL SYNDICATE」vol.30（フリーペーパー／2015年4月30日配布開始）
- 「Cure V-Splash」Vol.25（フリーペーパー／2015年8月18日配布開始）
- 「タウンワークマガジン」俺達の仕事論vol.22（Webマガジン／2017年12月6日公開）

## 参加作品

### CD
| 作品タイトル                  | アーティスト名                                                      | 規格品番                                        | 発売日                                      | 参加曲                                                       | 備考                                                                                                   |
| ----------------------------- | ------------------------------------------------------------------- | ----------------------------------------------- | ------------------------------------------- | ------------------------------------------------------------ | --- |
| Sweet＆Dispain                | TOON FACTORY                                                        | TRCL-62                                         | 2009年4月29日                               | StaRT                                                        | 作曲：しょうや                                                                                         |
| Dessert                       | TOON FACTORY                                                        | TMP-28                                          | 2009年10月14日                              | Emotion...                                                   | 作曲：阿津翔也                                                                                         |
| Innocent                      | TOON FACTORY                                                        | TMP-29                                          | 2010年3月17日                               | DEVIL'S INVITATION                                           | 作曲：阿津翔也。2016年にMEJIBRAYの「door-zaki ma-die」として発表。                                     |
| Innocent                      | TOON FACTORY                                                        | TMP-29                                          | 2010年3月17日                               | Sarcastic story                                              | 作曲：阿津翔也。MEJIBRAYの「サバト」の原曲だと後にTwitterで言及。                                      |
| Heart                         | TOON FACTORY                                                        | TMP-30                                          | 2010年7月14日                               | Winding Road                                                 | 作曲：阿津翔也                                                                                         |
| Heart                         | TOON FACTORY                                                        | TMP-30                                          | 2010年7月14日                               | Squall                                                       | 作曲：阿津翔也。2013年にMEJIBRAYの「嫉妬」として発表。                                                 |
| V-ANIME collaboration -homme- | Various Artists                                                     | TCKA-74051                                      | 2014年3月26日                               | 創聖のアクエリオン                                           | Vo.団長（NoGoD）。ギター・アレンジ・サウンドプロデュース。                                             |
| V-ANIME collaboration -homme- | Various Artists                                                     | TCKA-74051                                      | 2014年3月26日                               | ルパン三世のテーマ                                           | Vo.夕霧（DaizyStripper）。ギター・アレンジ・サウンドプロデュース。                                     |
| V-ANIME collaboration -femme- | Various Artists                                                     | TCKA-74059                                      | 2014年5月14日                               | ゆずれない願い                                               | Vo.夕霧（DaizyStripper）。ギター・アレンジ・サウンドプロデュース。                                     |
| V-ANIME collaboration -femme- | Various Artists                                                     | TCKA-74059                                      | 2014年5月14日                               | 薔薇は美しく散る                                             | Vo.団長（NoGoD）。ギター・アレンジ・サウンドプロデュース。                                             |
| Resurrection                  | Asriel                                                              | 初回盤：PCCA-04052、通常盤：PCCA-04053          | 2014年7月16日                               | Chronus                                                      | ギター                                                                                                 |
| The Human Paradox             | Season of Ghosts（ex. BLOOD STAIN CHILDのSOPHIAのソロプロジェクト） | 海外盤：CORNER records CR035、日本盤：HWCY-1352 | 海外盤：2014年12月2日、日本盤：2015年7月8日 | - TIME TRAVELLERS - QUANTUM - THROUGH THE LOOKING GLASS      | ギター                                                                                                 |
| カナリアとカラスの共鳴        | SETSUNA SPIRAL                                                      | COAC-0001                                       | 2016年9月7日                                | - adios. - 最初の嘘 - ミント - プラシーボ - トゲのついた薔薇 | サウンドプロデュース（c2k名義）。「プラシーボ」「トゲのついた薔薇」の2曲は西川進との共同プロデュース。 |
| TELECiDE 2nd EP               | TELECiDE                                                            | 配信のみ                                        | 2017年4月1日                                | Closed Minds                                                 | ギターアレンジ、ギター、ベースの楽器指導                                                               |
| CRYSTAL MEMORIES              | Toshl（X JAPAN）                                                    | SRJ001                                          | 2017年10月4日                               | 時の海へ                                                     | ギター、MV                                                                                             |
| 斑                            | 浅葱（D）                                                           | CD＋DVD盤：YICQ-10401/B CD盤：YICQ-10402        | 2018年1月31日                               | 鬼眼羅（きめら）                                             | ギター                                                                                                 |
| 忘却のセイント                | +A（プラス・エー）                                                  | CM0001                                          | 2018年8月8日                                | - 忘却のセイント - 姫柘榴                                    | クラウドファンディング達成による楽曲提供 ギター、MV                                                    |
| オデスト キャラソン1          | 龍玄とし（Toshl）                                                   | TYCT-60120                                      | 2018年8月15日                               | 時の海へ                                                     | ギター                                                                                                 |

### DVD
| 作品タイトル                                                    | アーティスト名 | 規格品番   | 発売日 | 参加曲 | 備考                           |
| --------------------------------------------------------------- | -------------- | ---------- | --- | ------ | ------------------------------ |
| Toshl バレンタインROCK祭り！ VISUAL ROCK NIGHT 2017.2.12        | Toshl          |            | 2017年7月11日よりX JAPANのライブ会場にて先行販売開始、2017年7月23日よりToshlオフィシャルウェブサイトにて販売開始 |        | サポートギターとして全編に出演 |
| "浅葱" 全国単独公演 二◯十八「斑」千秋楽 ～2018.3.24 新宿BLAZE～ | 浅葱           | YIBQ-10406 | 2018年8月29日 |        | サポートギターとして全編に出演 |

### 映像作品
| 作品タイトル   | アーティスト名         | 規格品番    | 公開日・発売日 | 参加曲         | 備考                                 |
| -------------- | ---------------------- | ----------- | -------------- | -------------- | ------------------------------------ |
| Crime Love     | WKWK PROJECT           | －          | 2018年4月20日  | Crime Love     | ギタリストとしてMVに出演・楽曲に参加 |
| 金欠ピラニア   | 怪盗戦隊ヌスムンジャー | CD:KSN-002A | 2018年6月13日  | 金欠ピラニア   | イメージキャラクターとしてMVに出演   |
| クーデターラヴ | ミウラアイム           | －          | 2018年7月3日   | クーデターラヴ | ギタリストとしてMVに出演             |
| Life of Desire | NOKUTO                 | CD:NKT-002  | 2019年3月27日  | Life of Desire | イメージキャラクターとしてMVに出演   |

### ゲーム音楽
| ゲームタイトル   | 作品タイトル           | アーティスト名                | 公開日        | 備考         |
| ---------------- | ---------------------- | ----------------------------- | ------------- | ------------ |
| GITADORA EXCHAIN | Now or Never Mind!!!!! | 穐田和恵 feat.MiA             | 2018年9月12日 | 作曲、ギター |
| GITADORA EXCHAIN | TAKE ME HiGHER         | CHISA feat.MiA                | 2019年5月15日 | 作曲、ギター |
| GITADORA EXCHAIN | 東京ライドオンタイム   | 八坂沙織 feat.MiA &山吹りょう | 2019年6月12日 | 作曲、ギター |

## 使用機材

### ギター
- Gibson Flying V GOTHIC II（2006年 - 2013年6月）
15歳の時、熊猫xiongmaoのサポートでメジャーデビューするにあたり購入した。ボディーはつや消しブラック、パーツはブラック・クロームで統一されたオールブラック仕様だが、ピックガードをミラーに改造する事で、ステージでも華やかに見えるギターになっている。ピックアップはザック・ワイルドに影響を受け、EMG-81&85。6弦にはヒップショットのDチューナーを搭載している[7]。2013年6月9日のMEJIBRAY「BLITZ OF MESSIAH」ツアーファイナル赤坂BLITZのアンコールにて、長年ローディーを務めていた、ヴィジュアル系バンド「弾丸 NO LIMIT」のLeoに継承してしまった。
2017年12月16日のMEJIBRAYのツアーファイナルのライブの中盤より、ペグやピックガード等のパーツをゴールドに換装した状態で使用。2018年１月の逹瑯のセッションバンドにもこのギターで参加している。
- ESP FRX MiA custom（BLACK）、ESP FRX MiA custom（Liquid Metal Silver）、ESP FRX-CTM Limited（2013年6月 - 2014年12月）
通称「FRX3兄弟」。2013年6月にESPとエンドース契約を結ぶと共に使用し始める。最初はカタログスペックのままであったものを、後にパーツをゴールドに換装している。3本のFRXのうち、一番メインで使用していたのはLiquid Metal Silverのもので、2016年夏には渋谷のESP Museumで、シグネチャーモデル『rapier』と共に展示されていた。2013年秋のMEJIBRAY全国30公演ワンマンツアー「A PRIORI 詠: 序章-Counting Goats-」では、この3種のFRXを日替わりで使用しており、ツアーファイナルのSHIBUYA TSUTAYA O-EASTでは、ライブが3部構成であった事に合わせて、BLACK→CTM Limited→Liquid Metal Silverと持ち替えて演奏していた[42]。
- ESP rapier（2014年12月22日 - ）
西洋の武器をコンセプトとして製作された、MiA初のシグネチャーモデル。企画・制作は約1年。特に形状にこだわったヘッドの完成までには8カ月を要した。ESP-FRXのボディラインを継承しているが、FRXよりやや小型になっている。ボディーカラーは楽器ショーモデル等に用いられる特殊塗装のキャストメタルシルバーに24金の箔押しがされていて、2014年冬以降にMiAが着用している王子風の衣装によく映える、ゴージャスな見た目になっている。ネックには青色LEDを搭載。ピックアップはEMG-60＆81。サウンドについては本人曰く「音はとにかく激しいのが出ます！どんな音出したいってことより、ギターサウンドはTPO。今のMEJIBRAYに一番あった激しい音が出るギター」[20]。2014年12月22日の渋谷公会堂のライブで初披露され、以後、故障時以外は、ほぼこのrapierでステージに立っており、MiAのトレードマークとなっている。2015年12月18日EX THEATER ROPPONGI公演終了後に、フライヤーの配布とともに発売が発表された。売価は100万円（税別）で、完全受注生産。なお、このrapierの発売と同時に、オリジナルのピックも発売されている[43][44][45][46]。
- その他所有ギター
Epiphone Les Paul Custom、Grass Roots G-FR-52G 、ESP FOREST-GT[注釈 2]、ESP ANTELOPE、Gibson Angus Young SG、ESP E-II ECLIPSE-7（7弦ギター）、Grass Roots GR-PGG/R（ピックガードギター）、BambooInn-C（アコースティックギター）[注釈 3]等。ツアーファイナル等大きな会場でのライブの時は、サブのギターとしてスタンバイしている事もある。2018年1月1日に、ヤイリギターとモニタ契約を締結した事が発表された。

### ギター以外
パワーアンプVHT2150とフラクタルオーディオ Axe-Fx IIによるシステム、Taurus Stomp Head、Marshall JVM410H等を使用。2014年秋のMEJIBRAY vs BORN 2MAN TOUR「メジブボーン」では、ライブハウス備え付けの機材で演奏していた。